# Латифа ибн Зиатен
Латифа ибн Зиатен (араб. لطيفة بن زياتين‎, род. 1 января 1960, Тетуан) — французско-марокканская активистка. Мать Имада ибн Зиатена, первого военнослужащего в Тулузе, убитого Мохаммедом Мерахом 11 марта 2012 года.

## Жизнь

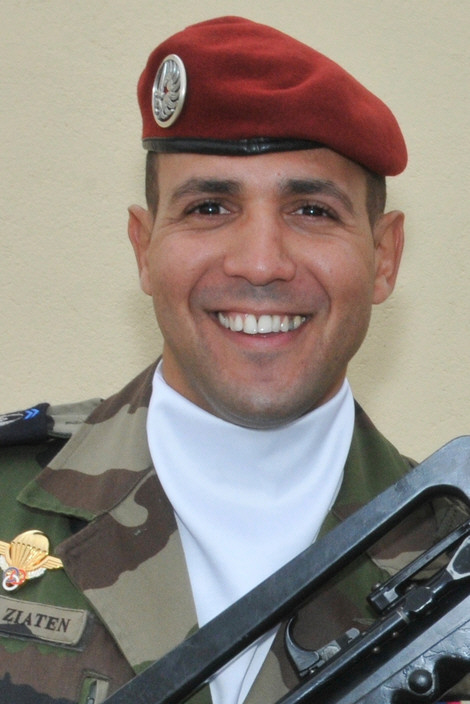
Имад ибн Зиатен

Латифа практикующая мусульманка и приехала во Францию в 1977 году в возрасте 17 лет, чтобы воссоединиться со своим мужем Ахмедом, который работал в SNCF. Она мать пятерых детей, четырёх мальчиков и одной девочки.
Латифа работала надзирателем и администратором в Музее изящных искусств Руана.
Одним из сыновей Латифы был Имад ибн Зиатен, сержант 1-го парашютно-десантного полка, который ехал из Франказаля недалеко от Тулузы, когда 11 марта 2012 года его убил террорист Мохамед Мерах.
После смерти сына она отправилась в Изардс, неблагополучный район на северо-востоке Тулузы, где жил убийца. Там она спросила группу подростков, знают ли они Мераха. Потом она говорила СМИ, что те ответили: «Вы не смотрите телевизор, мадам? Он герой, мученик за ислам!».
После этой встречи она решила создать молодёжную ассоциацию за мир имени своего сына, а в апреле 2012 года — организацию для помощи молодёжи в неблагополучных районах, а также для продвижения секуляризма и межрелигиозного диалога. Ассоциацию спонсирует актёр Жамель Деббуз.
В феврале 2014 года Представительный совет еврейских учреждений Франции Юг-Пиренеи, на котором присутствовал министр внутренних дел Мануэль Вальс, почтил ассоциацию, вручив ей награду за работу. Она также получила поддержку от Министерства образования, которое ежегодно выделяет грант.
В январе 2015 года она была приглашена в Синагогу Победы в Париже, где присутствовал президент Республики Франсуа Олланд, чтобы зажечь свечу в честь семнадцати жертв нападения на Charlie Hebdo и захвата заложников в кошерном гипермаркете недалеко от Венсена.
19 ноября 2015 года вместе с президентом Олландом за постоянное продвижение межрелигиозного диалога и культуры мира Латифа получила Премию Фонда Ширака за предотвращение конфликтов.
В 2016 году она получила Международную женскую премию за отвагу.

## Работы
- Mort pour la France: Mohamed Merah a tué mon fils,[6] Paris, Flammarion, 2013, 268 ISBN 978-2-08-129612-1

## Награды
- Кавалер ордена Почётного легиона (с 14 июля 2015 года)[7]
- Лауреат премии 2015 года за предотвращение конфликтов Фонда Ширака
- Международная женская премия за отвагу[8].